# Kostel svatého Vavřince (Chořov)
Kostel svatého Vavřince pochází z 16. století byl postaven v Knurově (okres Gliwice) a přenesen do Chořova, Slezské vojvodství v letech 1935–1938. Náleží do děkanátu Chořov arcidiecéze katovické, je farním kostelem farnosti Svatého Vavřince v Chořově.
Dřevěný kostel je v seznamu kulturních památek Polska pod číslem 1199/72 z 20. 12. 1972  a je součástí Stezky dřevěné architektury v Slezském vojvodství.

## Historie
Kostel byl postaven v Knurově v roce 1599 a sloužil do doby než se stal moc těsným. Proto bylo rozhodnuto postavit nový kostel a starý dřevěný byl v roce 1926 uzamčen. Kostel, který 10 let chřadl, byl z iniciativy vojvodského pracovníka památkové péče (konserwator zabytków) dr. Tadeusza Dobrowolskiego demontován a přenesen do Chořova. V roce 1936 byly započaty práce na jeho montáži na tamější Górze Wyzwolenia. Investorem byl úřad města Chořov. Pozemek o velikosti 2825 m2 poskytly Polskie kopalnie Skarbowe. Náklady na přenesení (bez vnitřního zařízení) činily 40 000 tehdejších zlotých. Práce řídil ing. architekt Witold Czeczott Danielewicz. Kostel znovu vysvětil biskup Stanisław Adamski 16. října 1938. Kostel byl filiálním kostelem farnosti sv. Antonína. Od roku 1968 je farním kostelem.

## Architektura
Kostel je postaven z borovicového dřeva.Jednolodní orientovaná dřevěná roubená stavba k západnímu průčelí byla přistavěna dřevěná věž sloupové konstrukce (přízemí je roubené). Loď s kruchtou je zakončena polygonálním kněžištěm. Střecha kostela je sedlová krytá šindelem, sanktusník má šestibokou lucernu zakončenou malou bání. Kolem stěn kostela jsou podsíně tvořené prodlouženou okapovou střechou. Nad okapovou střechou jsou stěny pobité šindelem.

### Věž
Zvonové patro věže má ve stěnách vyřezávaná okna v podobě rozet. Věž je krytá stanovou střechou. Zužující stěny věže jsou bedněny svisle deskami, střecha věže je šindelová. Na vrcholku se nachází makovice a nad ní dvouramenný řeckokatolický kříž. Dvouramenný kříž je ve vztahu buď k Řádu Božího hrobu v Miechowicích, kteří používali tento symbol, nebo odkazuje na dobu Cyrila a Metoděje, kteří v okolí Knurova šířili křesťanskou víru.
Ve zvonovém patře byly dva zvony, které ulil ve Francii v Lotrinsku zvonař Benedikt Brychta v roce 1655. Zvony byly darovány rodinou Goszczyckých, která se stala v roce 1655 vlastníkem Knurova.

### Interiér
Interiérové zařízení jako je hlavní oltář, boční oltáře, ambon nebo křtitelnice pocházejí z první poloviny 18. století a prezentují lidové baroko. V roce 2016 byla rekonstruována křtitelnice a ambona. Na evangelijní straně je boční oltář s obrazem Panny Marie Růžencové z první poloviny 19. století. Na epištolní straně je boční oltář zasvěcen sv. Barboře s obrazem sv. Barbory z 19. století. Na atependium je vyobrazení mučednické smrti sv. Vavřince. Oba obrazy namaloval vratislavský malíř Bladego. Boční oltáře jsou vyšší, širší a zdobnější než hlavní oltář a jsou zapsány mezi movité památky a byly opraveny v roce 2017. Hlavní oltář má mramorovou oltářní mensu na níž je dřevěný polychromovaný a zlacený oltářní nádstavec. Uprostřed retabulum je obraz sv. Vavřince (17. století). V kostele sv. Vavřince se nacházejí olejomalby zapůjčené katovickou kurií: Madona s Dítětem (17. století), sv. Anežka (17. století), z 18. století jsou obrazy sv. Martin, Vložení růžence sv. Dominikovi a Pieta. V předsíni kostela se nachází kamenná kropenka, pravděpodobně z 15. století. Kolem kostela je kamenné ohrada

## Galerie

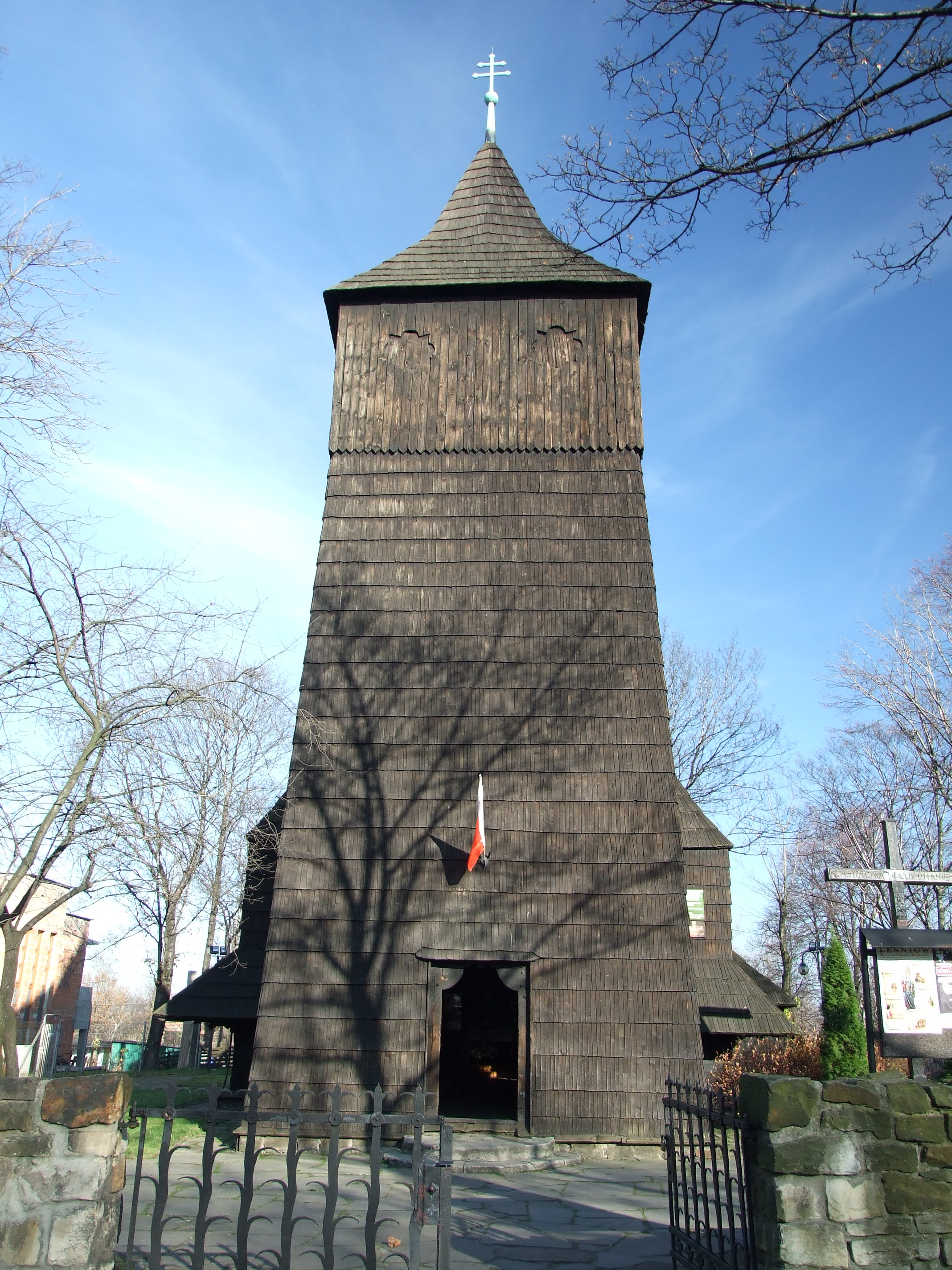
Věž kostela
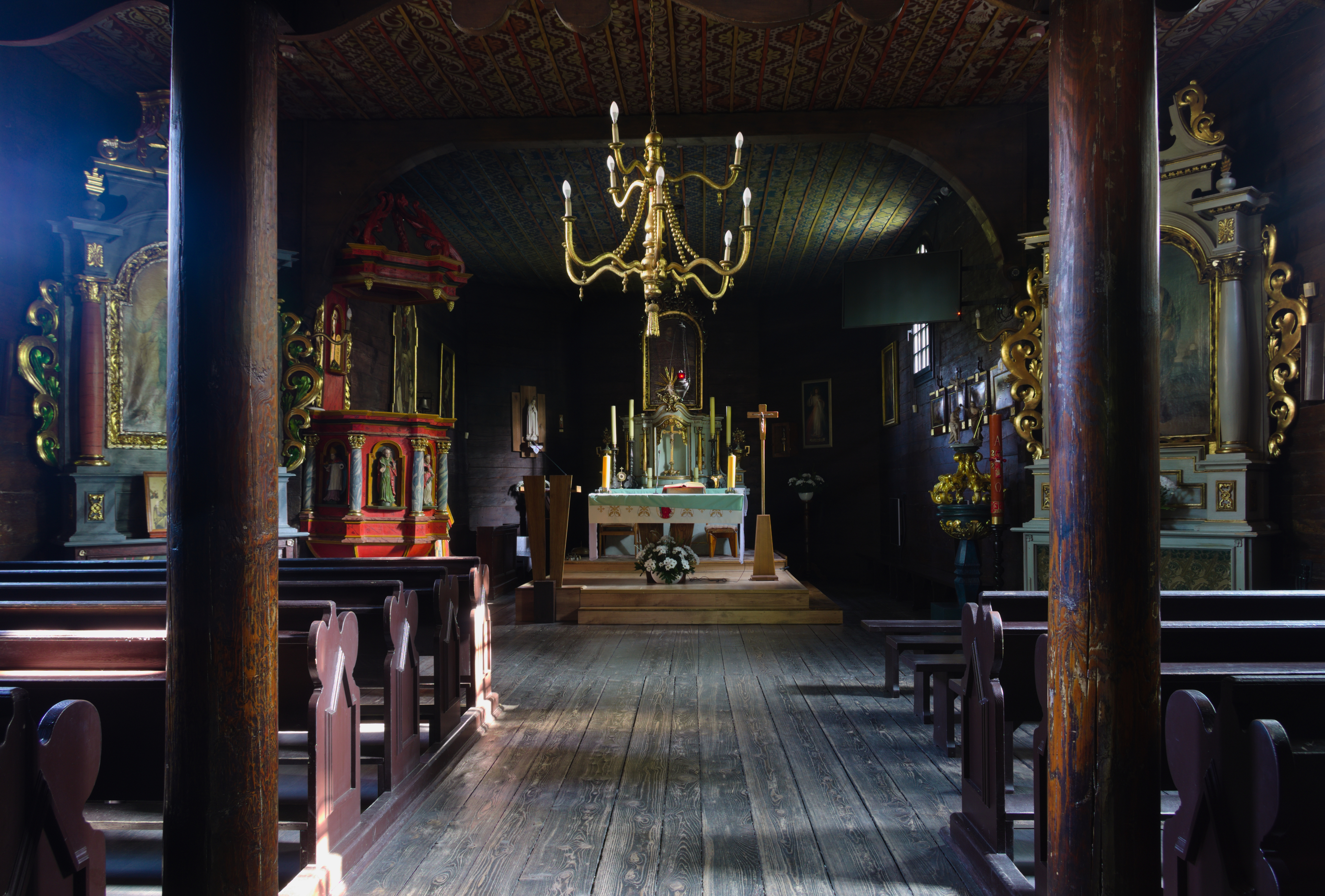
Interiér, hlavní oltář
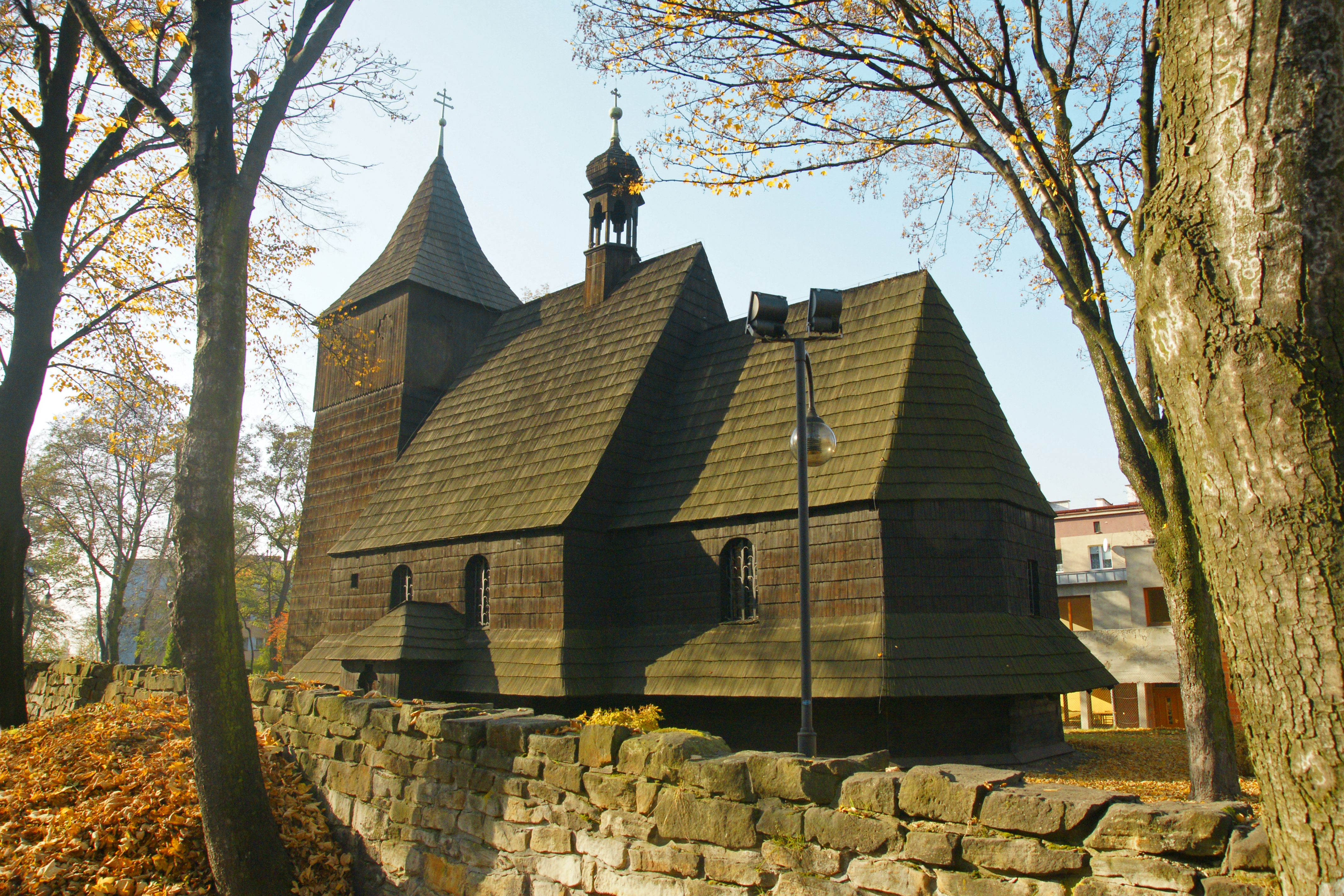
Kostel s kamennou zdí